# Kungsgatan 8, Stockholm

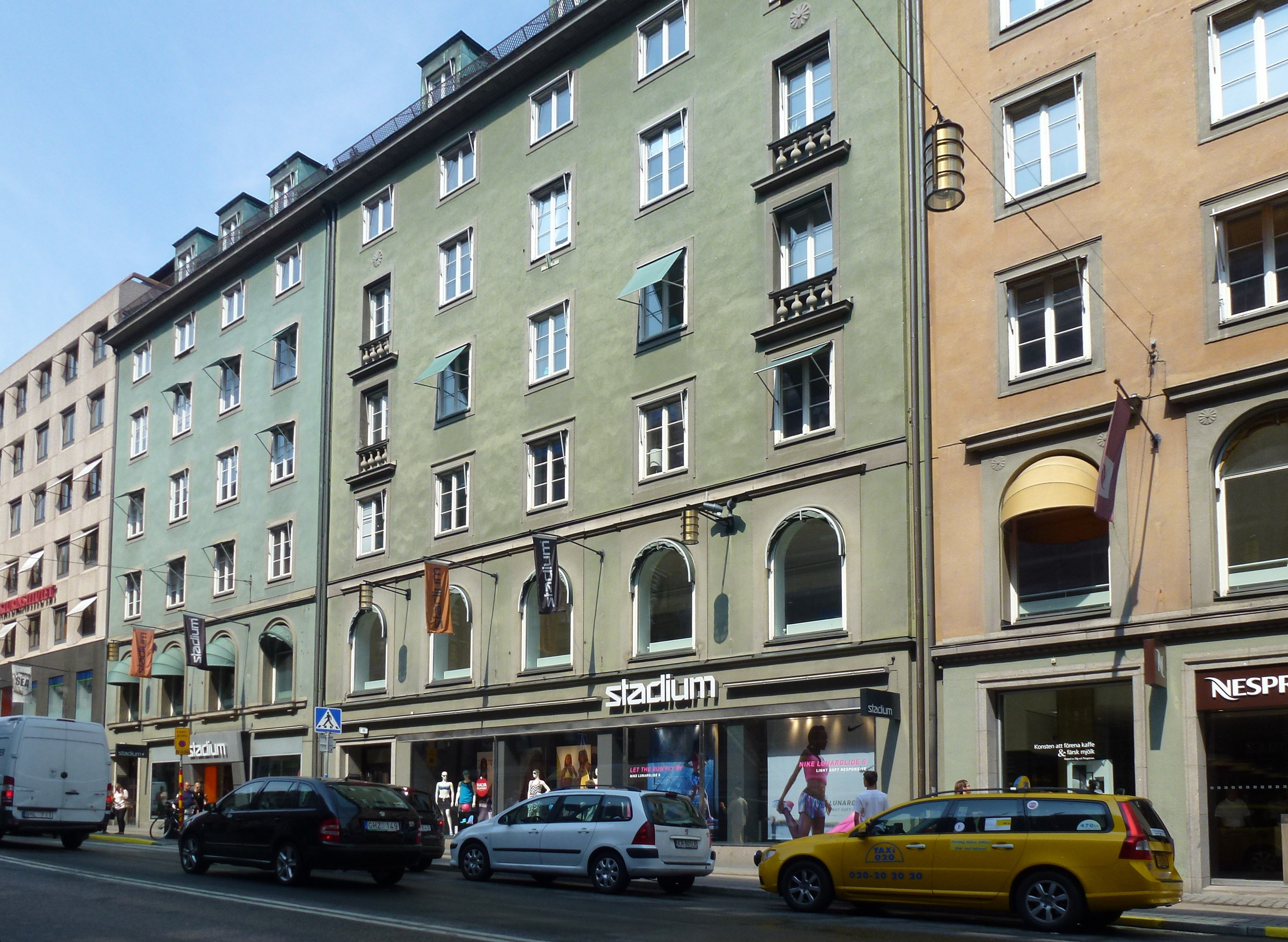
Kungsgatan 8 (i mitten).

Kungsgatan 8 är en byggnad vid Kungsgatan i kvarteret Kåkenhusen i Stockholm. Huset var i mer än 30 år huvudkontor för det svenska radiobolaget Radiotjänst. 

## Historik
Kungsgatan 8 byggdes 1927–1928 och är ett av flera hus, med adresserna Kungsgatan 4–10, som uppfördes av ett dotterbolag till fastighetsbolaget Hufvudstaden, Fastighets AB Kåkenhusen. Byggmästare var Kreuger & Toll och för den arkitektoniska gestaltning stod Carl W. Olson. Arkitekten Joel Norborg svarade för fasadernas utformning mot Kungsgatan. Huset är sex våningar högt och har en inredd vind. Fasaderna byggdes om år 1939.

### Radiotjänst

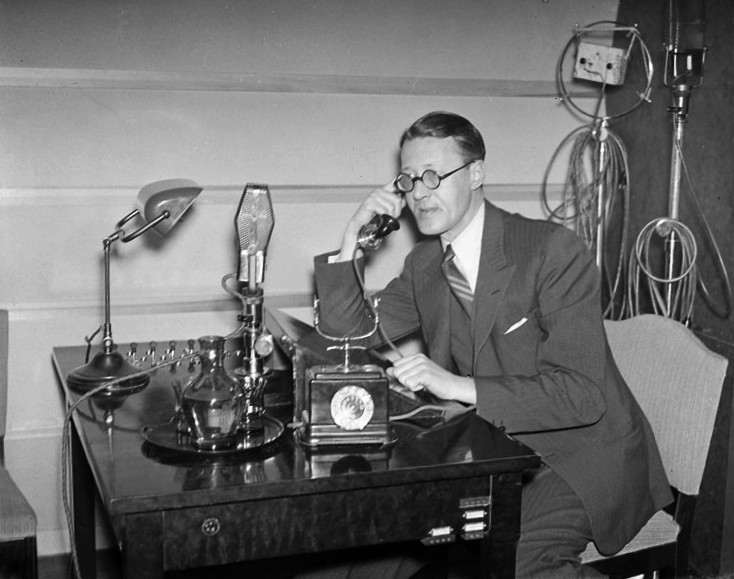
Sven Jerring 8 april 1937 i studion "K8".

Radiotjänst flyttade in i det då nybyggda huset, i radiosammanhang kallat K8, våren 1928 och lämnade lokalerna successivt när det nya Radiohuset på Oxenstiernsgatan stod klart under den första halvan av 1960-talet. Därefter fanns Elektronmusikstudion, som fram till 1970 hade Sveriges Radio som huvudman, i de tidigare radiolokalerna på K8.
När Radiotjänst flyttade in i lokalerna disponerade företaget de tre översta våningarna. En våning var kontorslokaler, en användes för studiolokaler och på vinden fanns teknikavdelningen. Lokalerna var ursprungligen sammanlagt 801 kvadratmeter, med två studiolokaler. Med tiden togs allt större utrymmen i anspråk och i en beskrivning från 1935 sägs att Radiotjänst då disponerade 1 735 kvadratmeter med sju studior.

### Andra hyresgäster
Huset hade även andra hyresgäster, bland dem Fritzes bokförlag och Brunkebergsmagasinet. Numera (2014) finns bland annat en sportaffär i huset.

### Citat
Radiohistorikern Gunnar Hallingberg har beskrivit Kungsgatan 8:s plats i den svenska kulturhistorien på detta sätt: "Kring gamla Kungsgatan 8 står dock en särskild nimbus fast det är ett kontorshus bland många på samma gata. K8 är därför tillsammans med Motala ljudradions locus, i svensk kulturhistoria i klass med Storkyrkan, Kungl. biblioteket (KB), "Gamla Klara", Stadion och Röda kvarn".